# L (латиниця)
L («ель») — дванадцята літера латинського алфавіту, присутня в усіх графічних системах на його основі.

## Історія
Походить від семітської ламед через грецьку лямбда (Λ). Припускають, що фінікійці запозичили її в єгиптян ієрогліф, пристосувавши його до власного алфавіту. У більшості мов вона позначає звук, близький до [l].

## Способи кодування
В Юнікоді велика L має код U+004C, а мала l — U+006C. В деяких шрифтах мале l буває важко відрізнити від цифри 1 (один) або від великої літери L. Стилізований варіант, оснований на курсивному ℓ для позначення літра. В Юнікоді це символ  — U+2113 або  — «&#8467;».
Код ASCII для великої L — 76, для малої l — 108; або у двійковій системі 01001100 та 01101100, відповідно.
Код EBCDIC для великої L — 211, для малої l — 147.
NCR код HTML та XML — «&#76;» та «&#108;» для великої та малої літер відповідно.
| Фонетичний алфавіт НАТО   | Фонетичний алфавіт НАТО | код Морзе                      | код Морзе    |
| Lima                      | Lima                    | ·–··                           | ·–··         |
|                           |                         |                                | ⠇            |
| Морський прапорний сигнал | Семафорна абетка        | Американська мова жестів (ASL) | Шрифт Брайля |